# Achaetica nanophyti
Achaetica nanophyti är en insektsart som beskrevs av Vilbaste 1980. Achaetica nanophyti ingår i släktet Achaetica och familjen dvärgstritar. Inga underarter finns listade i Catalogue of Life.